# Hibrid levél
A hibrid levél papír alapú küldemények kézbesítésére vonatkozó vegyes logisztikai rendszer. A levél az út egy részét fájlként teszi meg. Egy központi helyen (ideális esetben a célállomás térségében) kinyomtatják, borítékolják és a szolgáltató postai vállalat vagy annak együttműködő partnere kézbesíti.
Az adatátvitel a feladótól a szolgáltatóhoz rendszerint fájlként vagy egy speciális szoftveren vagy interneten keresztül jut el. A leggyakoribb fájlformátumok PDF (Portable Document Format) és DOC (Microsoft Word). Vannak olyan hibrid postai ajánlattevők, akik maguk nem postai szolgáltatók. A szabályos postai úton elküldés helyett a faxként továbbítás is lehetséges.

## Előnyök és hátrányok
Ennek az eljárásnak az alkalmazásával szállítási költségek takaríthatók meg és a szállításból adódó környezetszennyezés csökkenthető.
A hibrid levél szolgáltatást arra alkalmazhatják a vállalkozások, hogy a személyes és időigényes levélküldést és postára járást kiiktassák. Magánszemélyeknek kényelmesebb lehet a hibrid levél, mint a klasszikus levél küldemény, különösen, ha nem áll rendelkezésre egy saját (színes) nyomtató.
Hátránynak tekintjük, hogy a hibás nyomtatások ilyen körülmények között észrevétlenek maradnak, és aztán kézbesítik azokat a címzetteknek. Ezen kívül a címzett nem a feladó által aláírt eredeti példányt kapja, hanem jobb esetben egy nyomatot az aláírás képével. Jogbiztonság ezért a hibrid postánál nincs vagy csak korlátozott. Ezen túlmenően a hibrid posta szolgáltatója betekinthet a levél tartalmába.

## Magyar rendszerek
- Hibridlevél[2]

## Külföldi rendszerek
Nagy-Britannia
- Hybridmail Solutions Ltd.[3]

Németország
- de:De-Mail
- de:E-postbrief

Franciaország
- PostGreen[4]

## Alternatívák
- Amennyiben a technikai lehetőségek megvannak, a faxon küldés olcsóbb és gyorsabb a hibrid levélnél, de ebben az esetben a levél rosszabb minőségű lesz, illetve a színes professzionális megjelenés sem garantált.